# 이나모리 가즈오
이나모리 가즈오(일본어:  稲盛和夫 1932년 1월 21일 ~ 2022년 8월 24일)는 일본의 기업인으로 교세라, 다이니덴덴 (현 KDDI)의 창업주이며, 일본항공의 회장을 역임했다.

## 인물
가고시마 대학 공학부를 졸업하고, 쇼후공업에 입사한 후, 1959년 교세라를 설립했다. 10년 뒤에 주식 상장을 했으며, 파인 세라믹 기술로 성장했다. 1984년 다이니덴덴을 설립했다. 같은 해 재단 법인 이나모리 재단을 설립했으며, 교토상을 제정했다. 1998년 백남준이 이 상을 수상하기도 했다.
2010년 일본항공이 파산하자 단 세 명의 측근만 데리고 투입되어 13개월 만에 흑자로 전환시켰으며, 2012년 3월에는 역대 최고액을 경신했다. 이과정에서 '소선(小善)은 대악(大惡)과 닮아 있고, 대선(大善)은 비정(非情)과 닮아있다'라는 명언을 남기기도 했다. 2013년 3월에 일본항공의 회장에서 물러나 교세라에 복귀했다.
주요 저서로는 아메바 경영, 카르마 경영, 소호카의 꿈, 성공을 향한 정열, 이나모리 가즈오의 철학 등이 있다.

## 기타
- 아내는 우장춘의 4녀인 아사코이다.

## 같이 보기
- 마쓰시타 고노스케
- 우장춘